# فهرست وابسته‌های دیپلماتیک گینه استوایی

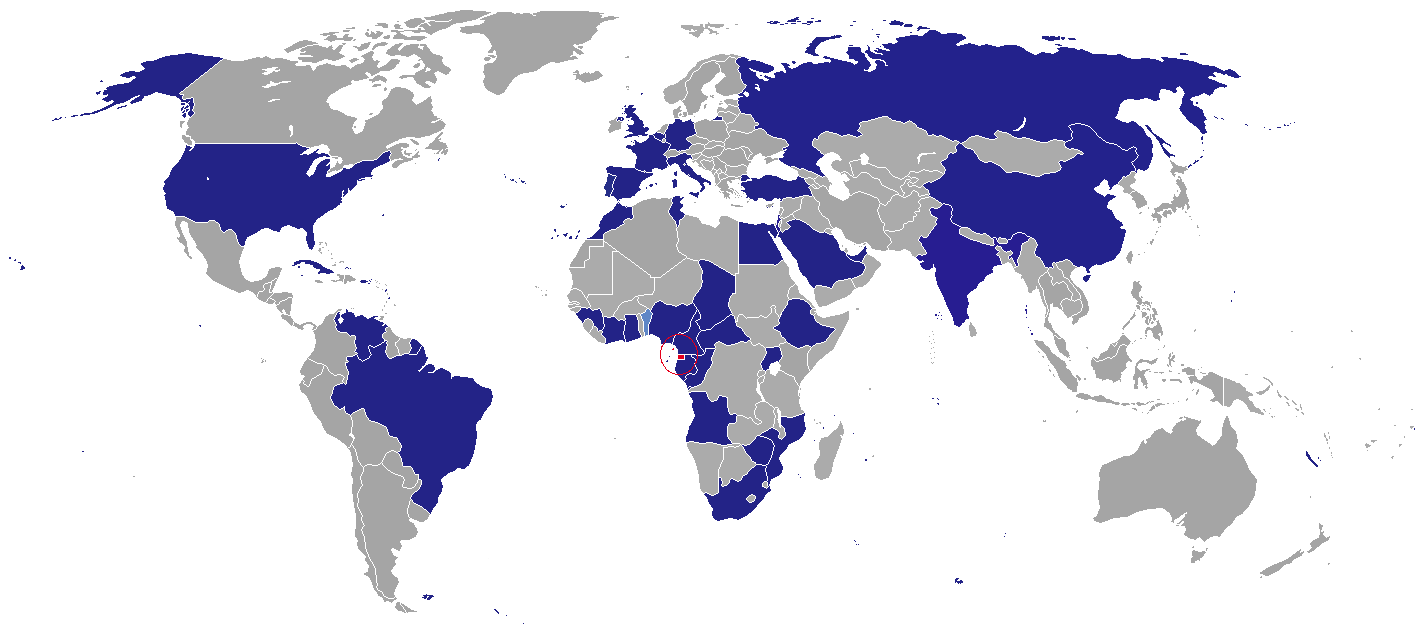
نقشه از ماموریت‌های دیپلماتیک گینه استوایی

این صفحه فهرستی از سفارت‌های کشور گینه استوایی و مراکز کنسولگری این کشور در سراسر جهان است. گینه استوایی یک کشور کوچک اسپانیایی زبان در غرب آفریقاست.

## آفریقا

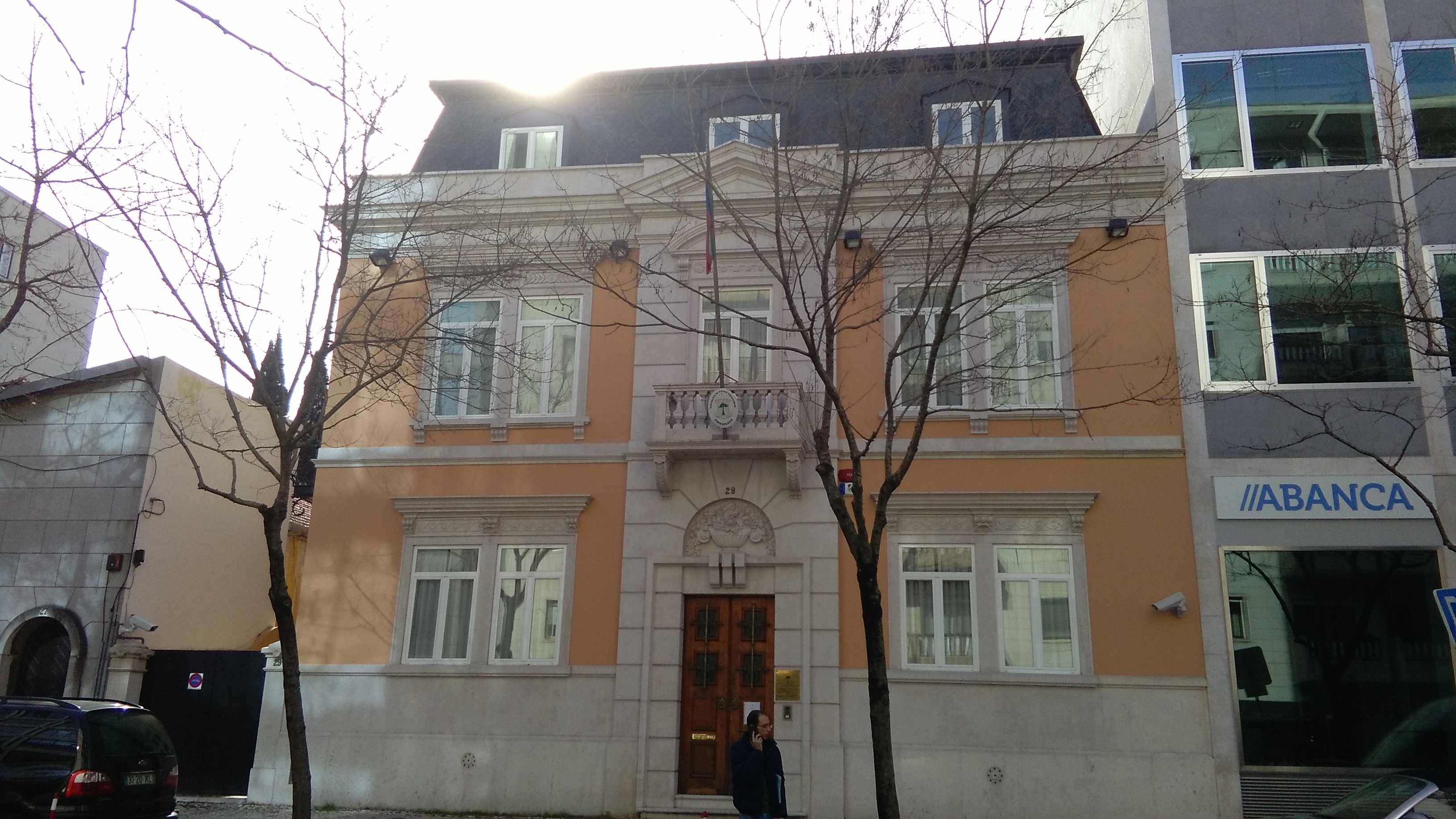
سفارت گینه استوایی در لیسبون

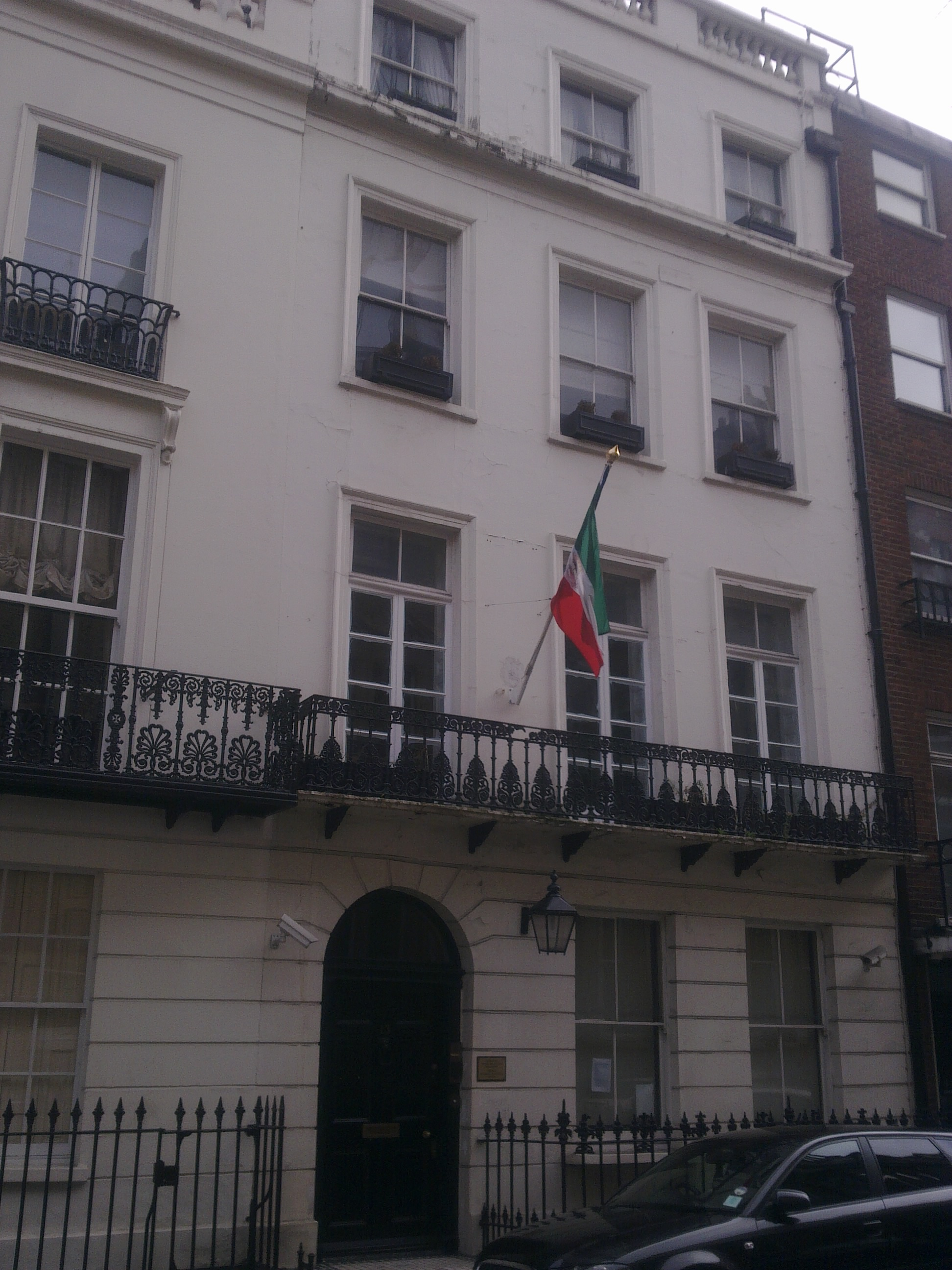
سفارت گینه استوایی در لندن

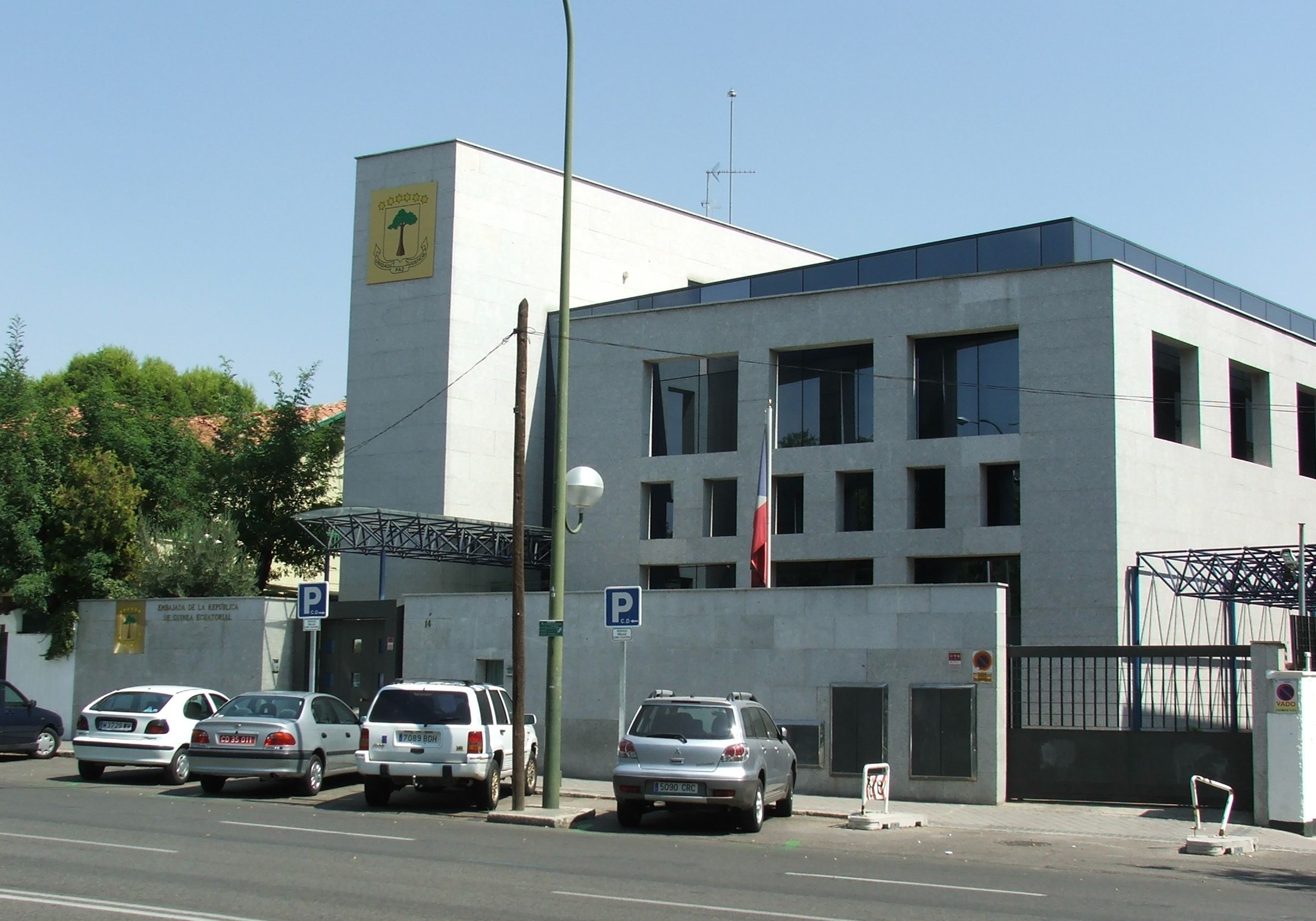
سفارت گینه استوایی در مادرید

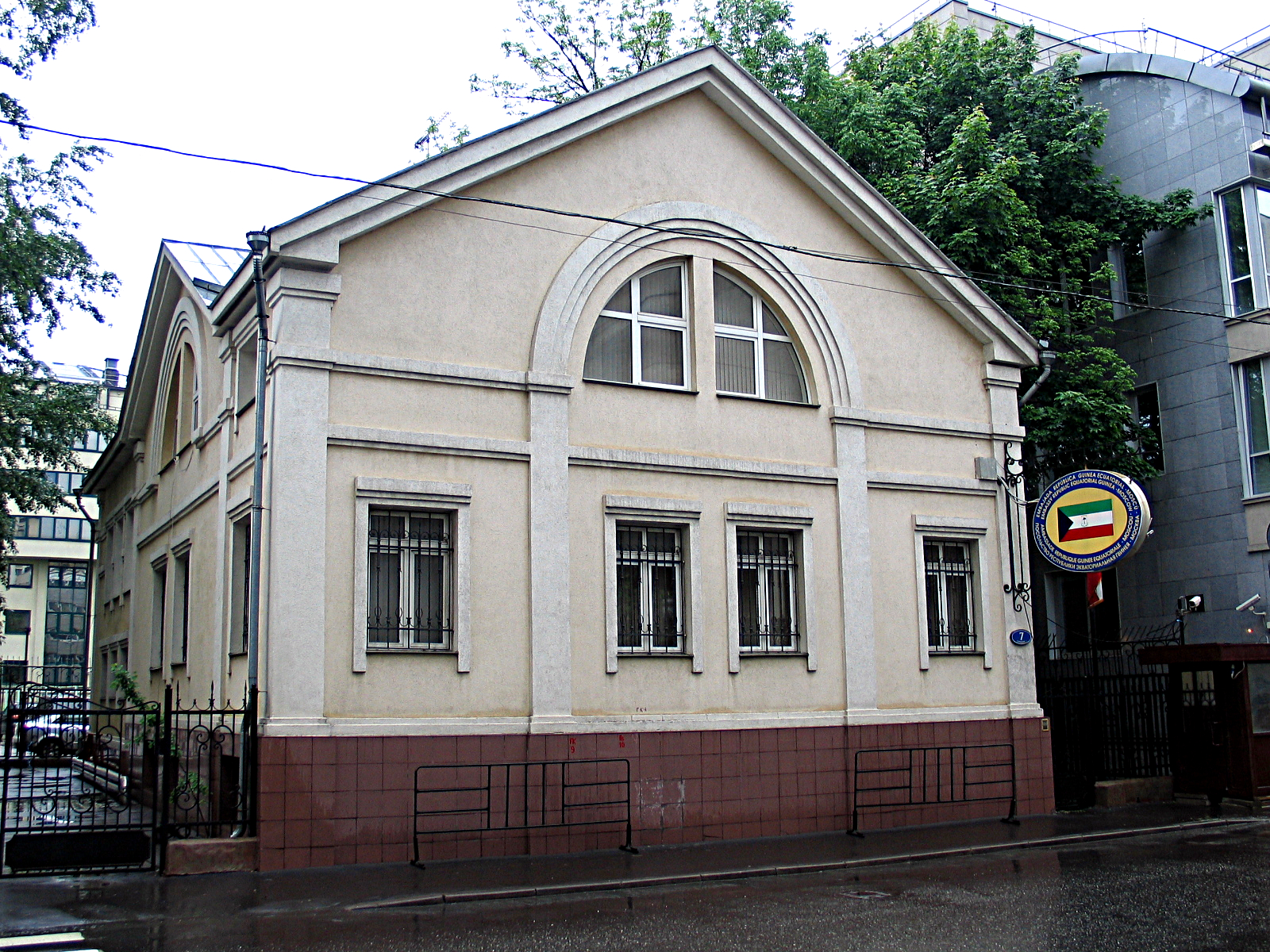
سفارت گینه استوایی در مسکو

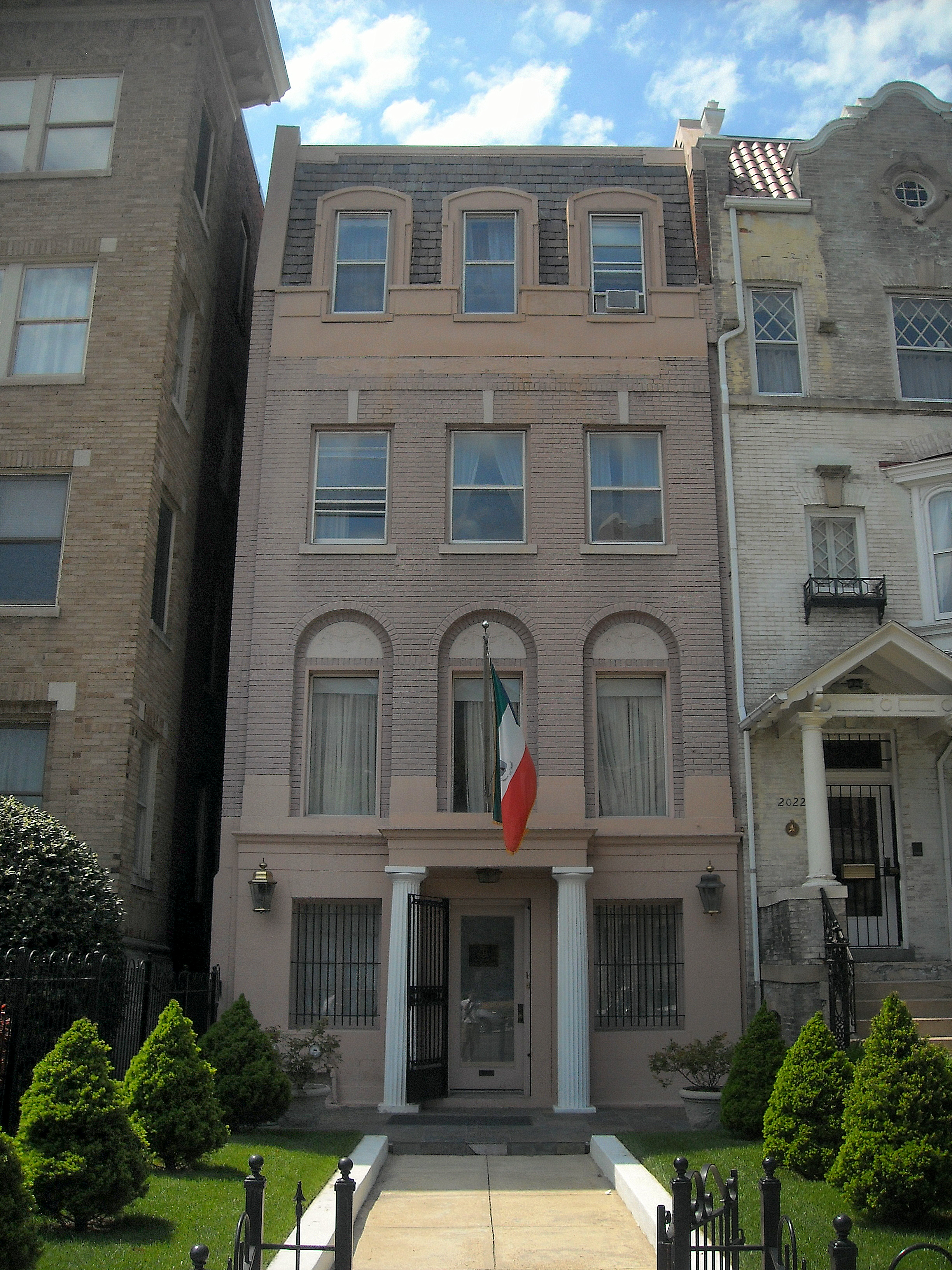
سفارت گینه استوایی در واشینگتن دی سی

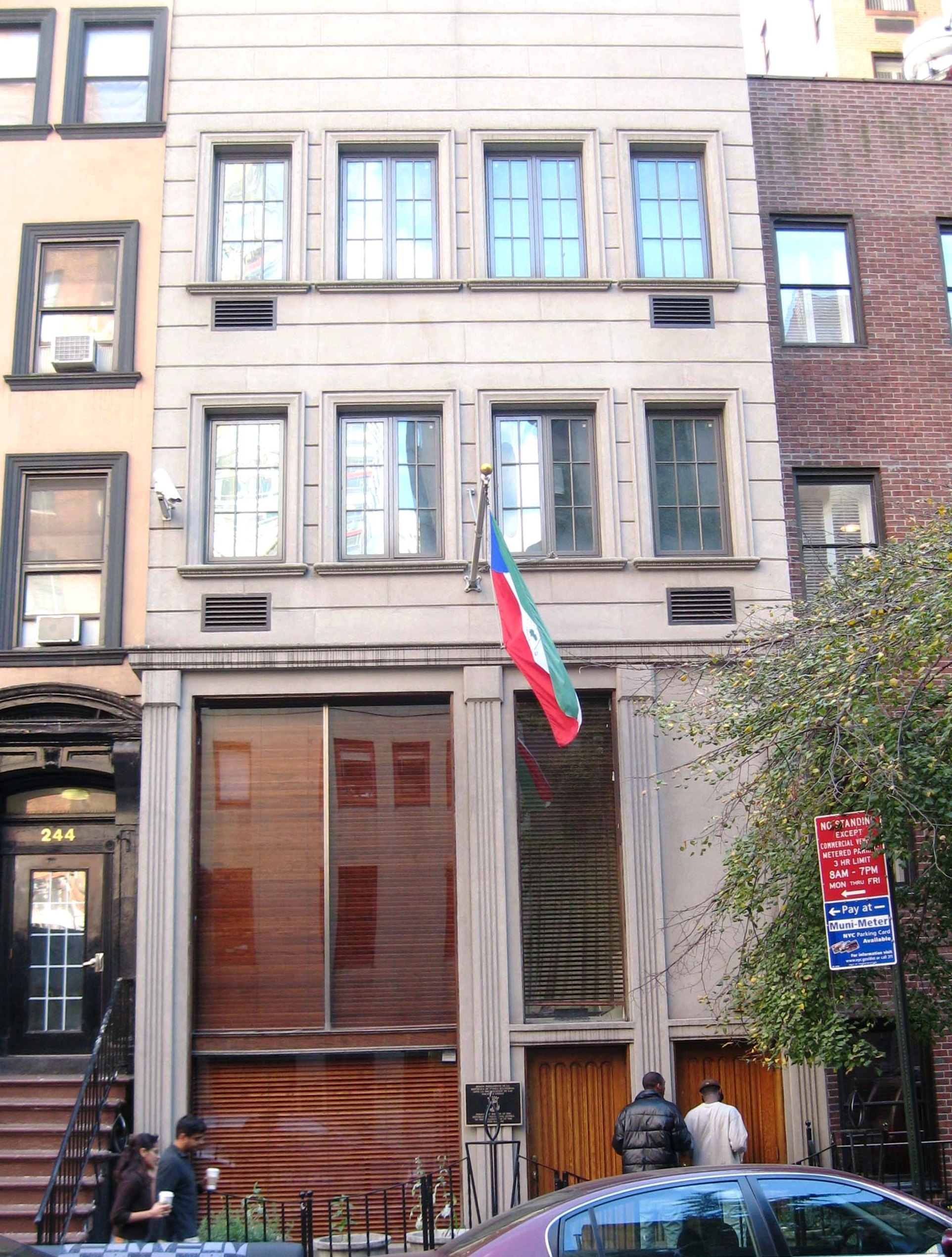
مقر مأموریت دائمی گینه استوایی در سازمان ملل متحد- نیویورک

- - لوآندا (سفارت)
- - یائونده (سفارت)
  - ابولووا (سرکنسولگری)
  - دوالا (کنسولگری)
- - انجامنا (سفارت)
- - برازاویل (سفارت)
- - قاهره (سفارت)
- - آدیس آبابا (سفارت)
- - لیبرویل (سفارت)
- - آکرا (سفارت)
- - رباط (سفارت)
- - ابوجا (سفارت)
  - کالابار (کنسولگری)
  - لاگوس (کنسولگری)
- - سائوتومه (سفارت)
- - پرتوریا (سفارت)

## آمریکا
- - برازیلیا (سفارت)
- - هاوانا (سفارت)
- - واشینگتن (سفارت)
  - هوستون (سرکنسولگری)
- - کاراکاس (سفارت)

## آسیا
- - پکن (سفارت)

## اروپا
- - بروکسل (سفارت)
- - پاریس (سفارت)
- - برلین (سفارت)
- - رم (سفارت)
- - رم (سفارت)
- - لیسبون (سفارت)
- - مسکو (سفارت)
- - مادرید (سفارت)
  - لاس پالماس (کنسولگری)
- - لندن (سفارت)

## سازمان‌های چندجانبه
- اتحادیه آفریقا
  - آدیس آبابا (مأموریت دائمی به اتحادیه آفریقا)
- - بروکسل (مأموریت به اتحادیه اروپا)
- - ژنو (مأموریت دائمی به سازمان ملل متحد و دیگر سازمان‌های بین‌المللی)
  - نیویورک (مأموریت دائمی به سازمان ملل متحد)
- - پاریس (مأموریت دائمی به یونسکو)